# Altikon
Altikon är en ort och kommun i distriktet Winterthur i kantonen Zürich, Schweiz. Kommunen har 756 invånare (2023).